# Condado de Adams (Colorado)
El condado de Adams (en inglés: Adams County), fundado en 1901, es uno de los 64 condados del estado estadounidense de Colorado. En el año 2000 tenía una población de 363.857 habitantes con una densidad poblacional de 118 personas por km². La sede del condado es Brighton.

## Historia
Cuando el 30 de mayo de 1854 se crean los territorios de Nebraska y Kansas, este condado ocupó una franja del norte del Condado de Arapahoe del territorio de Kansas inmediatamente al sur del territorio de Nebraska. El primer asentamiento permanente lo estableció el Coronel Jack Henderson en la isla que lleva su nombre en el río Platte Sur a unas siete millas al suroeste de Brighton.
Cuando parte del territorio de Kansas se convirtió en el estado de Kansas en 1861 la otra parte pasó a integrarse en el condado de Arapahoe del nuevo territorio de Colorado que formó parte de la Unión en 1876.
En 1901 se decidió dividir el condado de Arapahoe en tres partes, una de ellas sería el nuevo Condado de Adams, otra la ciudad y condado de Denver y el resto se denominó como condado de Arapahoe Sur, sin embargo por motivos jurídicos no se pudo crear el condado hasta el 15 de noviembre de 1902. El gobernador James Bradley Orman designó Brighton como sede temporal del condado. En un principio el condado se extendía desde el actual Sheridan Boulevard hasta el límite con el estado de Kansas ocupando 258 km², sin embargo el 12 de mayo de 1903 su parte oriental se transfirió a los nuevos condados de Washington y Yuma con lo que se quedó con una superficie de 116 km². El 8 de noviembre de 1904 en un plebiscito se eligió Brighton como sede del condado. Tras otro plebiscito en 1989 se transfirió una parte a Denver para la construcción de su aeropuerto internacional y en 2001 otra parte a Broomfield.

## Geografía
Forma parte de la conurbación Denver-Aurora-Broomfield con una población en 2007 de 2 357 404 habitantes.
Entre sus espacios naturales protegidos se encuentran la zona de protección nacional (National Wildlife Refuge) de Rocky Mountain Arsenal y el parque estatal de Barr Lake.
Según la Oficina del Censo, el condado tiene un área total de 3061 km² (1181,9 mi²), de la cual 3046 km² (1176,1 mi²) es tierra y 16 km² (6,2 mi²) (0.48%) es agua.

### Condados adyacentes
Limita con los siguientes condados:
- Condado de Weld (Colorado) al norte.
- Condado de Morgan (Colorado) al nordeste.
- Condado de Washington (Colorado) al este.
- Condado de Arapahoe (Colorado) al sur.
- Ciudad y condado de Denver al sur.
- Condado de Jefferson (Colorado) al oeste.
- Ciudad y condado de Broomfield al nordeste.

## Comunidades

### Ciudades y pueblos
Incluye las siguientes ciudades y pueblos aunque en varios casos sólo una parte de su territorio.
- Arvada, compartida con el condado de Jefferson.
- Aurora compartida con los condados de Arapahoe y Douglas.
- Bennett compartida con el condado de Arapahoe.
- Brighton compartida con el condado de Weld.
- Commerce City
- Federal Heights
- Northglenn compartida con el condado de Weld.
- Thornton compartida con el condado de Weld.
- Westminster compartida con el condado de Jefferson.

### Comunidades no incorporadas
- Henderson (partes han sido anexadas por Brighton, Commerce City y Thornton)
- Watkins

### Lugares designados por el censo
- Berkley
- Derby
- North Washington
- Sherrelwood
- Todd Creek
- Twin Lakes
- Welby